# Danalia fraissei
Danalia fraissei är en kräftdjursart som beskrevs av Hugo Frederik Nierstrasz och Brender a Brandis 1925. Danalia fraissei ingår i släktet Danalia och familjen Cryptoniscidae.
Artens utbredningsområde är Curaçao. Inga underarter finns listade i Catalogue of Life.